# 1899 în teatru
- 1898 în teatru — 1899 în teatru — 1900 în teatru

Anul 1899 în teatru a implicat o serie de noi evenimente semnificative.

## Evenimente
În anul 1899 au avut loc mai multe evenimente importante în dramaturgie:

## Premiere

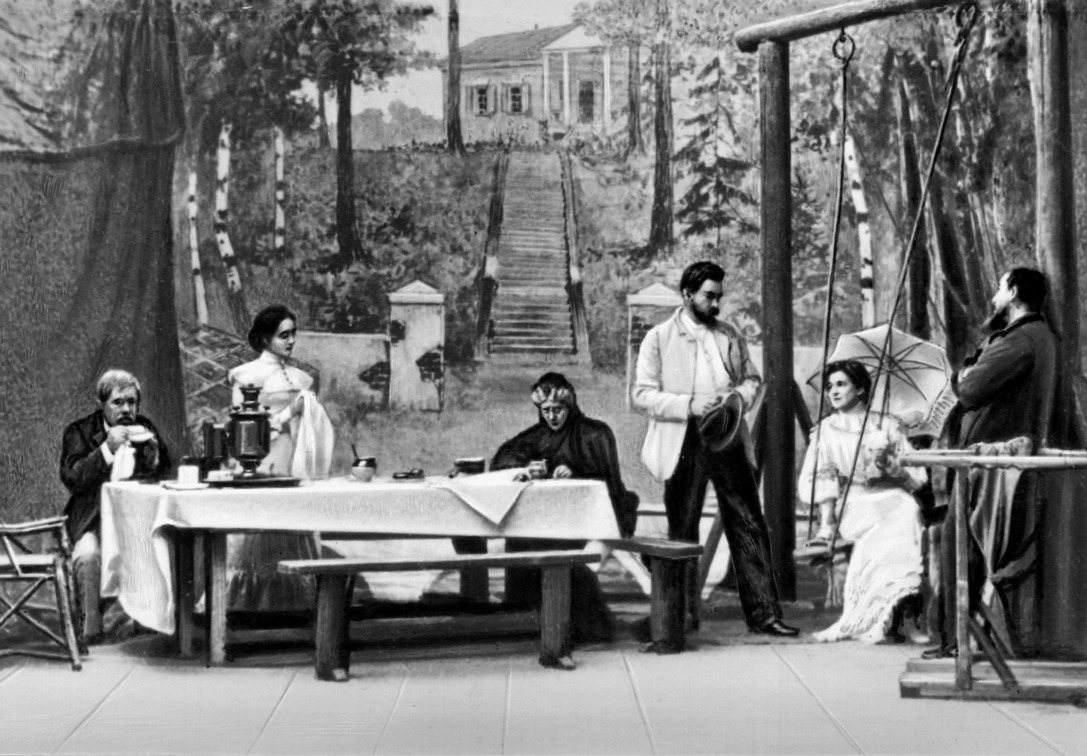
Scenă din actul I al piesei Unchiul Vania - Teatrul de Artă de la Moscova, 1899

În anul 1899 au avut loc mai multe premiere ale unor piese de teatru: 
- 17 ianuarie: La Dame de chez Maxim de Georges Feydeau la Théâtre des Nouveautés
- 26 ianuarie: Une aimable lingère, sau Chaque âge a ses plaisirs, (O croitoreasă prietenoasă sau Fiecare vârstă are plăcerile ei), Paris, Théâtre des Mathurins,
- 28 februarie: L'Anglais tel qu'on le parle, vodevil  într-un singur act  de Tristan Bernard, Paris, Comédie-Parisienne,
- 15 martie: Cezar și Cleopatra (scrisă în  1898) de George Bernard Shaw, Theatre Royal, Newcastle upon Tyne
- 29 septembrie: Moartea lui Ivan cel Groaznic  (Смерть Иоанна Грозного) de Aleksei Konstantinovici Tolstoi - premiera la Teatrul de Artă din Moscova
- 26 octombrie: Unchiul Vania de Anton Cehov, Teatrul de Artă din Moscova
- 6 noiembrie: Octave ou les Projets d'un mari, comedie într-un singur act  de Tristan Bernard, Paris, Grand-Guignol,
- 8 decembrie: La Mariée du Touring-Club, vodevil în 4 acte de Tristan Bernard Paris, Théâtre de l'Athénée

## Piese de teatru publicate
În anul 1899 au fost publicate pentru prima dată mai multe piese de teatru:
- Soțul ideal de Oscar Wilde

## Vezi și
- 1899 în literatură